# 대도초등학교
대도초등학교는 대한민국 경상북도 포항시 남구 대도동에 있는 초등학교다.

## 학교 연혁
- 1979.09.05 대도초등학교 설립 인가
- 1981.03.01 26학급 편성 개교
- 1981.09.30 대도초등학교 준공, 개교기념일
- 1982.03.01 병설 유치원 개원
- 1996.03.01 대도초등학교로 교명 변경
- 2008.10.23 다목적 강당 한섬관 준공
- 2009.07.30 천정형 냉난방 시설 설치
- 2011.12.09 인조잔디구장 준공
- 2016.0102 인성교육 실천사례 우수교 표창(경상북도교육감)
- 2016.04.01 인성교육중심수업 선도학교 지정(경상북도포항교육지원청)
- 2019.01.25 교육복지우선지원사업 성과평가 우수교 선정
- 2021.03.01 13학급 편성(특수학급1)
- 2022.02.18 창호 개체 공사
- 2022.0301 14학급 편성(특수학급1)
- 2022.03.01 제20대 이재헌 교장 취임
- 2023.02.10 제42회 졸업식(졸업생51명, 총9,735명)
- 2023.03.01 14학급 편성(특수학급1)
- 2024.01.05 제43회 졸업식(졸업생 명, 총 명)

## 참고 자료
- 대도초등학교 - 한국교육학술정보원 학교알리미